# Mustajoki (vattendrag i Finland, lat 60,87, long 28,62)
Mustajoki är ett vattendrag i Finland. Det ligger i den södra delen av landet, 210 km öster om huvudstaden Helsingfors.